# Пляка Віталій Петрович
Віта́лій Петро́вич Пляка (1971—2024) — військовий пілот, підполковник ГУР МОУ, учасник російсько-української війни. Герой України (посмертно).

## Життєпис
Народився 6 червня 1971 року в Харківській області. У 1996 році брав участь у миротворчій місії в місті Кліса (Югославія) у складі ескадрильї гвинтокрилів Мі-24. З 2010 по 2022 рік працював у різних авіакомпаніях, на гелікоптері Мі-8 виконував небезпечні місії в такі країни як: Афганістан, Малі, Сомалі, Південний Судан та ДР Конго.
З початком повномасштабного російського вторгнення доєднався до армійської авіації. Виконував бойові завдання з прориву в окупований Маріуполь. Брав участь у деокупації Харківщини. Здійснив понад 300 бойових вильотів. 
17 березня 2024 року здійснював супровід гелікоптерів Black Hawk ГУР МОУ. Після початку ворожої атаки відкрив вогонь зі свого гвинтокрила та прикрив від ракети гелікоптери розвідників, чим врятував понад 20 десантників. У ході відбиття ворожої атаки загинув у небі над Сумщиною внаслідок ураження гелікоптера ракетою з ПЗРК.

## Нагороди
- Звання Герой України з удостоєнням ордена «Золота Зірка» (посмертно)[4][5].
- Орден Богдана Хмельницького III ступеня (5 квітня 2022) — за особисту мужність і самовіддані дії, виявлені у захисті державного суверенітету та територіальної цілісності України, вірність військовій присязі[6].